# Marian Morava
Marian Morava (* 8. května 1976) je bývalý český hokejový obránce.

## Kariéra
Většinu kariéry strávil v Dukle Jihlava. Mezi jeho další působiště patří Opava, Litvínov, Plzeň, Třinec, Mladá Boleslav, Kometa Brno a Orli Znojmo. Z jižní Moravy se vrátil zpět na Vysočinu, když přešel k týmu Havlíčkobrodských Rebelů. Jako posila vyztužil obranné řady a nebylo divu, že do dalšího soutěžního ročníku vyrukoval především díky svým nesmírným zkušenostem s kapitánským "céčkem".
Skončil s kariérou v roce 2013.

### Faul na Tomáše Zelenku
Do povědomí českých hokejových fanoušků se zapsal faulem na Tomáše Zelenku v Třebíči v playoff 1. ligy, v zápase hraném 22. února 2001. Zelenku zezadu narazil na hrazení a ten zůstal bezvládně ležet na ledové ploše. Obdržel herní trest do konce utkání a Tomáš Zelenka musel být převezen do nemocnice, kde se teprve ukázal rozsah zranění - roztříštění čtvrtého, zlomenina pátého a šestého obratle včetně poranění míchy. Za tento zákrok od disciplinární komise ČHS obdržel ještě roční zákaz působení v České republice, sezónu 2001-02 odehrál tedy v dresu německého EHC Freiburg. Marián Morava se v rozhovoru vyjádřil, že si nedovede představit, že nastoupí na mistrovský zápas na ledovou plochu.